# Abdoulaye Ndoye
Abdoulaye Ndiegne Ndoye (sinh ngày 25 tháng 4 năm 1983 ở Dakar, Sénégal) là một tiền vệ bóng đá người Guinea Xích Đạo, thi đấu cho Vegetarianos ở Giải bóng đá ngoại hạng Guinea Xích Đạo.

## Sự nghiệp quốc tế
Ndoye thi đấu giao hữu trước Mali vào ngày 25 tháng 3 năm 2009.